# Angela Ruggiero
Temple de la renommée : 2015
Temple de la renommée de l'IIHF : 2017
Temple de la renommée Américain : 2015

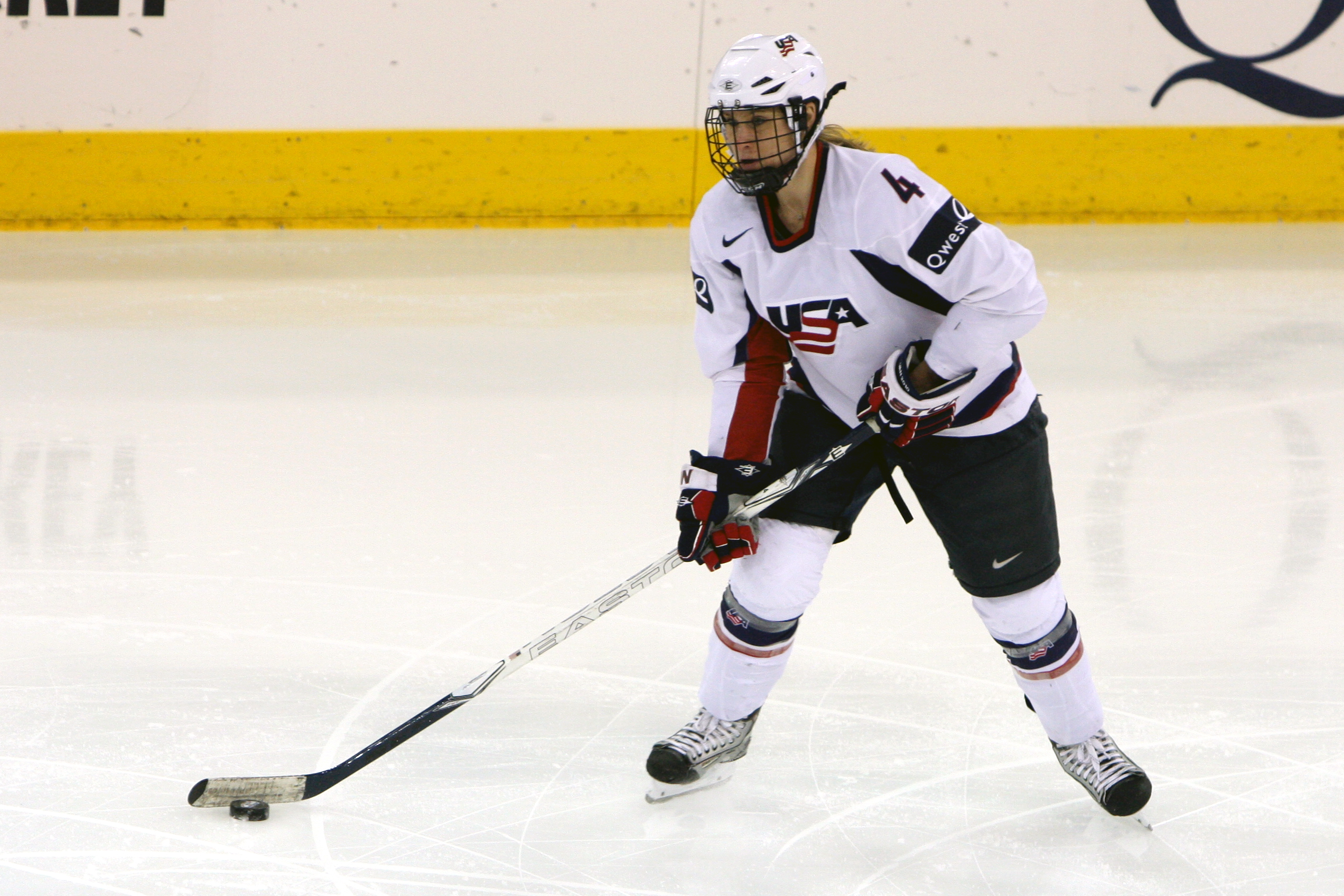
Ruggiero dans un match de l'équipe nationale américaine contre les Étoiles ECAC Hockey, le 3 janvier 2010

Angela Marie Ruggiero  (née le 3 janvier 1980 à Simi Valley en Californie) est une joueuse de hockey sur glace américaine d'origine italienne. Elle évolue au poste de défenseur. Elle est membre des Blades de Boston dans la Ligue canadienne de hockey féminin  (LCHF) et membre de l'équipe nationale des États-Unis, championne olympique en 1998. En 2019, elle est membre du Comité international olympique, siège dans sa commission exécutive et préside sa commission des athlètes. 

## Carrière en club

### High School
Ruggiero joue au hockey au lycée Choate Rosemary Hall à Wallingford, au Connecticut. Alors qu'elle est encore étudiante au lycée Choate Rosemary Hall, Ruggiero joue pour la médaille d'or des États-Unis aux Jeux olympiques à Nagano, au Japon en 1998.

### NCAA
Ruggiero joue de 1999 à 2004 pour le Crimson d'Harvard au championnat universitaire. Dans sa dernière année universitaire, Ruggiero remporte le trophée Patty Kazmaier. Elle est diplômée cum laude en administration de Harvard.

### Oilers de Tulsa
En 2005, Ruggiero joue pour les Oilers de Tulsa dans la Ligue centrale de hockey. Elle est la première femme à jouer activement dans une saison régulière masculin aux États-Unis à une position autre que gardienne de but. De plus, avec son frère Bill Ruggiero qui joue également pour les Oilers, ce sont les premiers frère et sœur à jouer professionnellement en duo dans le même temps.

### Whitecaps du Minnesota
De 2006 à 2010, elle évolue avec les Whitecaps du Minnesota dans la Ligue féminine de hockey de l'Ouest (WWHL). L'équipe des Whitecaps remporte 2 championnats WWHL au cours des saisons : 2008-09, 2009-10. De plus Ruggiero contribue à une conquête de la coupe Clarkson par les Whitecaps (le 28 mars 2010) le plus prestigieux des trophées du hockey féminin en Amérique du nord,.

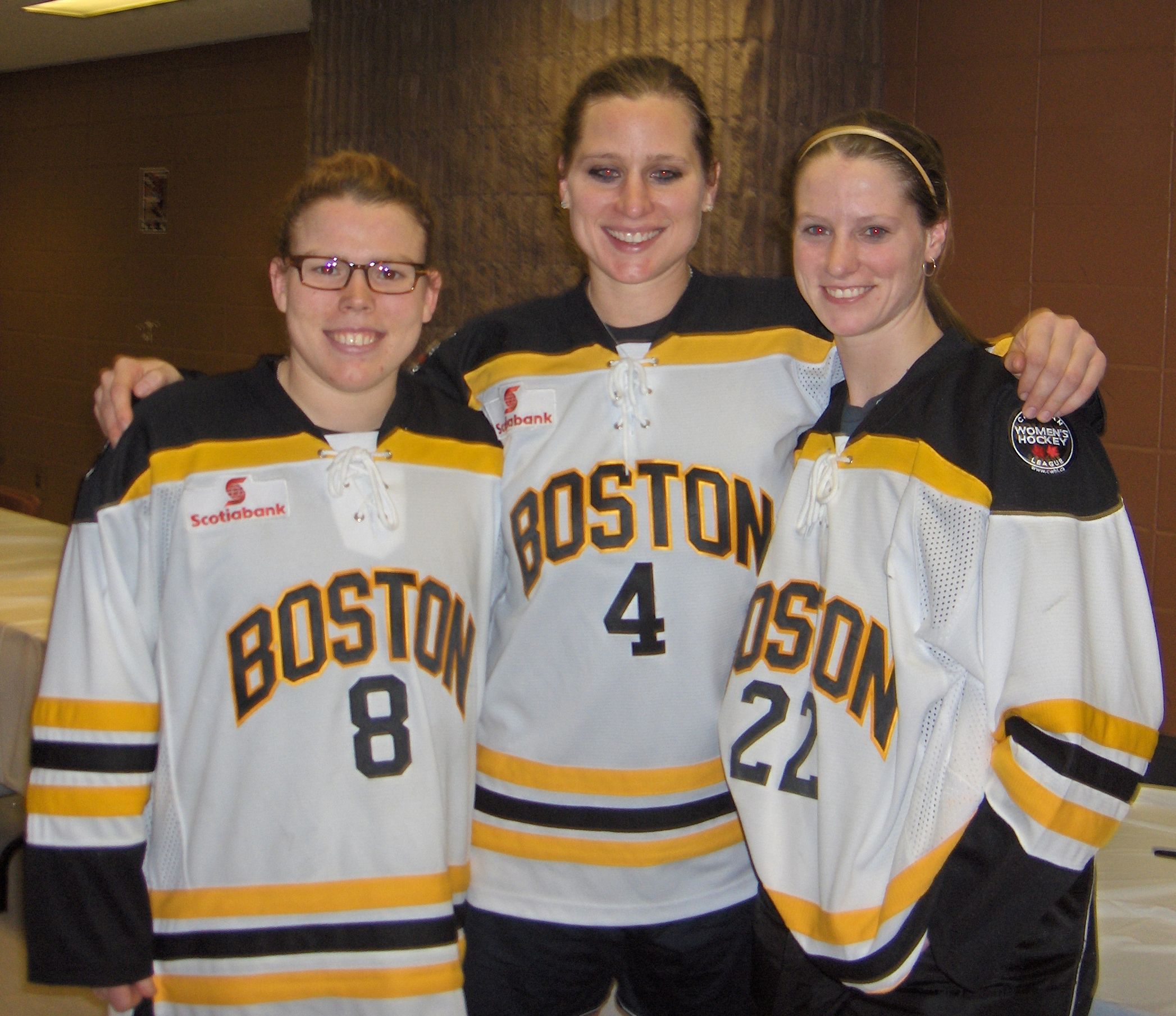
Ruggiero est recrutée par les Blades de Boston avec # 8 Caitlyn Cahow et # 22 Kacey Bellamy lors d'une draft spéciale le 12 août 2010

### Blades de Boston
Le 12 août 2010, la Ligue canadienne de hockey féminin (LCHF) annonce que la ville de Boston recevra une équipe d'expansion pour la saison 2010-11. En préparation de la première saison dans la LCHF, l'équipe de Boston sélectionne plusieurs joueuses lors d'une draft spéciale de la ligue. Ruggiero est sélectionnée et accepte le défi de jouer pour la nouvelle équipe. Elle y joue les saisons 2010-11, 2011-12. Le 19 décembre 2010, Ruggiero marque le but gagnant des Blades qui casse la saison invaincue des Stars de Montréal.

## Statistiques
| Saison             | Équipe                 | Ligue              |     | PJ  | B   | A   | Pts | Pun |
| 1999-2000          | Crimson d'Harvard      | ECAC Hockey        | 29  | 21  | 33  | 54  |     |     |
| 2000-2001          | Crimson d'Harvard      | ECAC Hockey        | 34  | 29  | 54  | 83  |     |     |
| 2001-2002          | Crimson d'Harvard      | ECAC Hockey        | 30  | 42  | 36  | 78  |     |     |
| 2002-2003          | Crimson d'Harvard      | ECAC Hockey        | 32  | 33  | 55  | 88  |     |     |
| 2003-2004          | Crimson d'Harvard      | ECAC Hockey        | 32  | 25  | 30  | 55  |     |     |
| 2006-2007          | Whitecaps du Minnesota | WWHL               |     |     |     |     |     |     |
| 2007-2008          | Whitecaps du Minnesota | WWHL               | 15  | 8   | 10  | 18  | 20  |     |
| 2008-2009          | Whitecaps du Minnesota | WWHL               | 12  | 7   | 8   | 15  | 12  |     |
| 2009-2010          | Whitecaps du Minnesota | WWHL               |     |     |     |     |     |     |
| 2010-2011          | Blades de Boston       | LCHF               | 22  | 11  | 15  | 26  | 38  |     |
| 2011-2012          | Blades de Boston       | LCHF               |     |     |     |     |     |     |
| Totaux ECAC Hockey | Totaux ECAC Hockey     | Totaux ECAC Hockey | 157 | 150 | 181 | 359 |     |     |
| Totaux WWHL        | Totaux WWHL            | Totaux WWHL        | 27  | 15  | 18  | 33  | 33  |     |

## Carrière internationale
Ruggiero est médaillée d'or 1998 de l'équipe nationale olympique des États-Unis. Elle est également double médaillée d'argent 2002, 2010 et médaillée de bronze 2006. 
Ruggiero marque le but gagnant lors du match de finale des championnats mondiaux de 2005 contre l'équipe nationale canadienne de hockey, remportant la première médaille d'or pour les États-Unis aux championnats mondiaux de hockey féminin.

## Vie personnelle
Ruggiero est l'auteur d'un livre, « Breaking the Ice: My Journey to Olympic Hockey, the Ivy League & Beyond », publié par Drummond Publishing Group en 2005. Le livre détaille sur sa carrière de hockey, y compris ses expériences avec les préjugés et idées fausses sur le hockey féminin. Son livre traite aussi des défis d'être une femme dans un sport dominé par les hommes. En outre, elle voyage en Afrique avec l'organisme Right to Play. L'objectif est de mettre en œuvre un programme sportif pour les petites filles. Le 22 octobre 2011, le Temple des sports nationaux des italiens-américains intronise Ruggiero.

## Honneurs et distinctions individuelles
- Membre du Temple de la renommée du hockey américain
- Championne de la Coupe Clarkson (2010)
- Élue meilleure défenseur lors de deux Jeux olympiques d'hiver (2006, 2002)[13].
- Joueuse de l'Année de la CEAC (2004)
- Élue sur l'équipe d'étoiles CEAC All-Academic (2003-2004)
- Quatre fois All-American NCAA
- Quatre fois NCAA All-CEAC
- Athlète féminine de l'année au Harvard Crimson (2004)
- Harvard JPU (2004, 2003, 2001)
- Joueuse de l'Année Ivy League (2004)
- NCAA First Team All-American Academic (2004)
- Lauréat du trophée Patty Kazmaier Memorial  (2004)
- Top 3 Finaliste du Trophée (2003)
- Élue dans la première équipe du American Women's College Hockey Alliance All-Americains (1999)